# Ledinec Gornji
Ledinec Gornji es una localidad de Croacia situada en el municipio de Beretinec, en el condado de Varaždin. Según el censo de 2021, tiene una población de 179 habitantes.

## Demografía
Hasta el año 2001 la población de la localidad se incluía en la de Ledinec. 
| Gráfica de población de Ledinec Gornji 1857-2021                   |
|                                                                    |
| Según los censos de población de la Oficina de Estadísticas Croata |